# Anatoli Karpenko
Anatoli Karpenko (* 4. Februar 1987) ist ein ehemaliger kasachischer Skispringer.
Karpenko, der am 17. Februar 2008 im FIS Cup in Szczyrk, Polen seinen Einstand im Profi-Skispringen gab, springt in der 2008/09 im Continental Cup. Meist bleibt er dabei bereits im ersten Durchgang hängen und qualifizierte sich bislang nur zweimal in dieser Saison für den zweiten Durchgang. Seinen ersten Weltcup sprang Karpenko am 16. Januar 2009 in Zakopane. Er wurde jedoch nur 50. und damit letzter. Trotz dessen stand er im Kader für das Teamspringen in Willingen im Rahmen der FIS-Team-Tour 2009. Das Team belegte am Ende Platz 10.
Anatoli ist der Bruder des ebenfalls aktiven Skispringers Nikolai Karpenko.